# Evenwood
Evenwood – wieś w Anglii, w hrabstwie Durham. Leży 22 km na południowy zachód od miasta Durham i 362 km na północ od Londynu.